# Bon komercyjny
Bon komercyjny (ang. commercial bill) – rodzaj krótkoterminowych papierów dłużnych.
Celem emisji bonów komercyjnych jest pozyskanie zewnętrznych źródeł finansowania bieżącej działalności przedsiębiorstw. Dla emitentów bony są alternatywą dla kredytu bankowego oraz emisji długoterminowych papierów wartościowych. Emitent może przedłużyć okres korzystania z pozyskanych kapitałów poprzez tzw. rolowanie długu, jeśli wykupi wcześniej emitowane bony za środki pozyskane dzięki nowej emisji papierów wartościowych.
Bony komercyjne mogą być emitowane jako papiery imienne lub na okaziciela, w postaci materialnej lub zdematerializowanej.
Szczegółowe warunki dla każdej emisji podaje się w memorandum informacyjnym, który przygotowuje agent emisyjny – instytucja, pośrednicząca w jej organizacji (najczęściej rolę pośrednika pełnią banki i biura maklerskie).
W Polsce głównymi emitentami bonów komercyjnych zazwyczaj są spółki giełdowe oraz polskie oddziały wielkich koncernów zagranicznych.